# Шиповник виргинский
Шипо́вник вирги́нский, или Ро́за вирги́нская (лат. Rosa virginiana) — небольшой (высотой до 1,5 м) пряморастущий листопадный кустарник семейства Розовые. В диком виде произрастает в Северной Америке.

## Биологическое описание
Роза виргинская имеет кожистые тёмно-зеленые листья, очередные, до 12 см, которые осенью окрашиваются в насыщенно-жёлтый, переходящий в красно-оранжевый цвет.
Крона округлая, компактная (около 2 м в диаметре), побеги покрыты крючковатыми шипами.
Роза цветёт в июне простыми крупными (до 6 см в диаметре), ароматными цветками, собранными в соцветия по 5 штук. Цветки в полуроспуске — насыщенно-розовые, при полном раскрытии — светло-розовые, с большим количеством пушистых ярко-жёлтых тычинок.

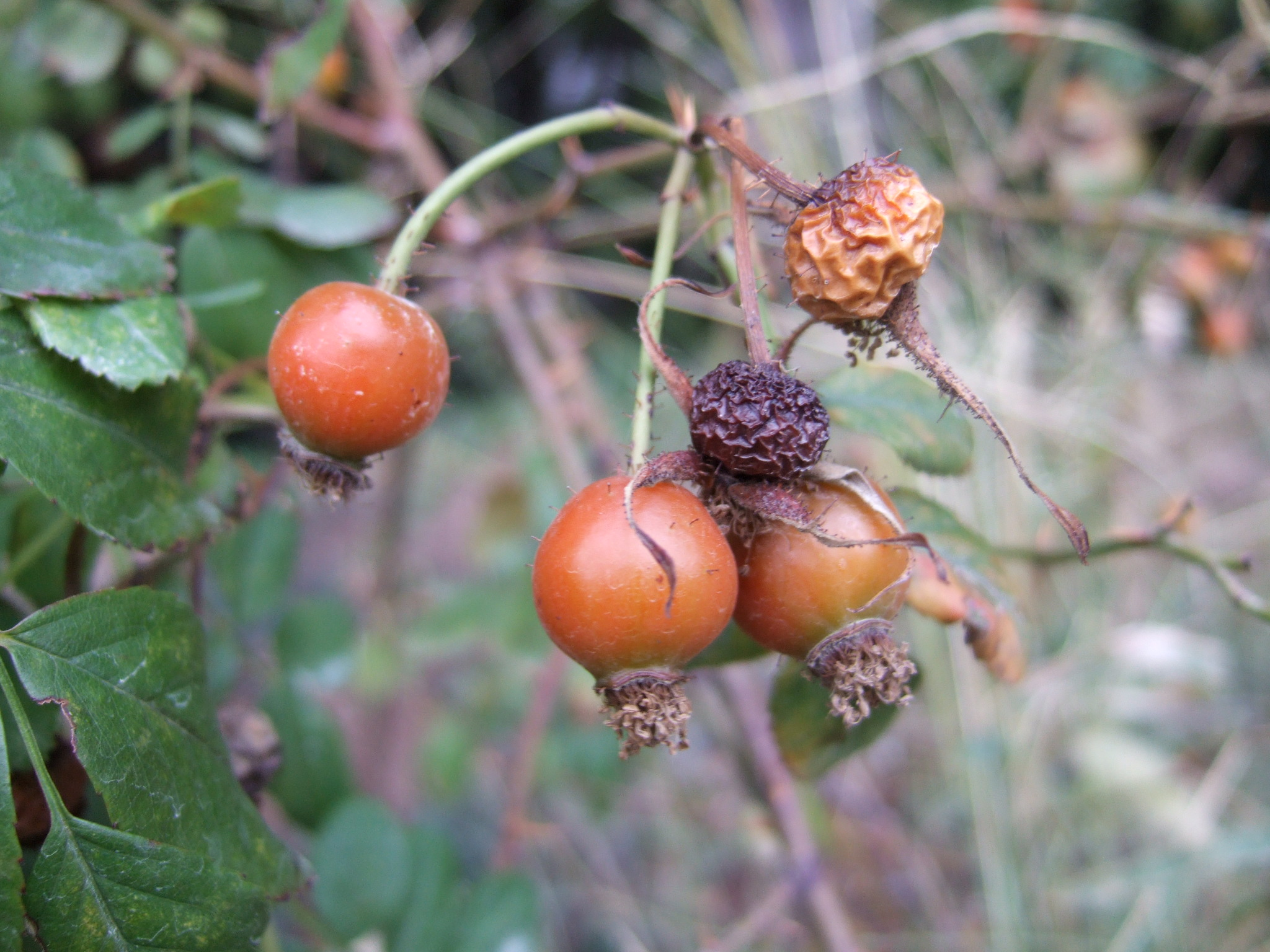
Плоды Розы виргинской

Плоды ярко-красные, сплюснуто-шаровидные, толщиной до 1,5 см. Остаются на кусте продолжительное время.
Образует мало поросли, отличается необычайной выносливостью к неблагоприятным условиям выращивания, обладает высокой зимостойкостью.

## Хозяйственное значение
Используется в ландшафтном дизайне для создания изгородей в групповых посадках, в опушках и древесно-кустарниковых группах в садах пейзажного стиля. Применяется для посадки на склонах.